# Smrk Glehnův
Smrk Glehnův (Picea glehnii) je druh jehličnatého stromu původem z východní Asie. Byl pojmenován po ruském botanikovi německého původu Peteru von Glehnovi (rusky: Пётр Петрович Глен).

## Popis
Jedná se o strom, který dorůstá až 30 m výšky a průměru kmene až 1 m. Borka je šedohnědá. Větvičky mají červenohnědou barvu, jsou rýhované a hustě hnědě pýřité. Jehlice jsou temně zelené, na průřezu čtverhranné, asi 0,8–1,2 cm dlouhé a asi 1 mm široké, na vrcholu zašpičatělé. Samičí šišky jsou červenopurpurové, za zralosti pak hnědé, válcovité, asi 3–5 cm dlouhé a asi 2–2,5 cm široké. Šupiny samičích šišek jsou za zralosti okrouhlé až obvejčité, asi 8–10 mm dlouhé a stejně tak široké.

## Rozšíření
Smrk Glehnův je přirozeně rozšířen v Japonsku, a to v severní části ostrova Honšú a na ostrově Hokkaidó, dále se vyskytuje na Kurilských ostrovech a v jižní části ostrova Sachalin. Smrk Glehnův je poměrně odlišný od jiných východoasijských smrků a příbuzensky má blíže ke severoamerickým druhům Picea rubens a smrku černému (Picea mariana).

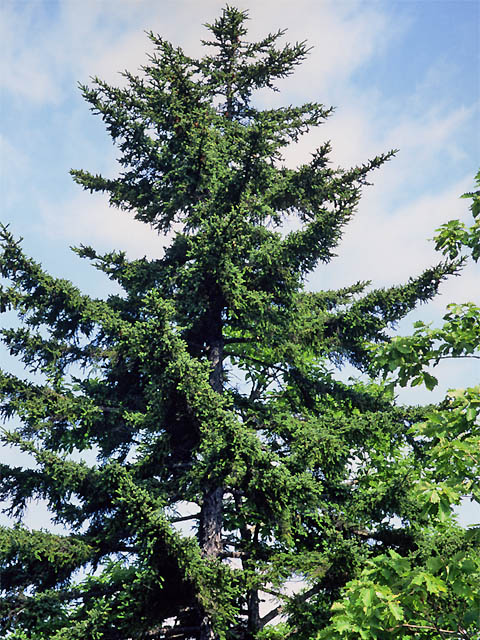
Celkový habitus

## Ekologie
Smrčiny s dominancí smrku Glehnova patří do třídy Vaccinio-Piceetea, svazu Piceion jezoensis. Jsou rozlišovány dvě asociace, a to Piceetum glehnii and Lysichito-Piceetum glehnii.. Také smrčiny s dominancí smrku Glehnova jsou ovlivňovány přírodními procesy, jako je např. vítr, který vytváří polomy. Jsou známy i kůrovcové kalamity v těchto smrčinách, které mnohdy navazují právě na rozsáhlé polomy. Tyto kalamity způsobuje např. druh kůrovce známý i z České republiky, Ips typographus, zde je rozlišována forma japonicus. Například rozsáhlá kalamita na porostech smrku ajanského i smrku Glehnova byla zaznamenána mezi léty 1983 a 1986 na ostrově Hokkaidó.

## Využití
Využíván v místě původu díky svému kvalitnímu dřevu. Ve střední Evropě se s ním setkáme jen vzácně v arboretech, např. v Průhonicích.